# Kinderjuffrouw

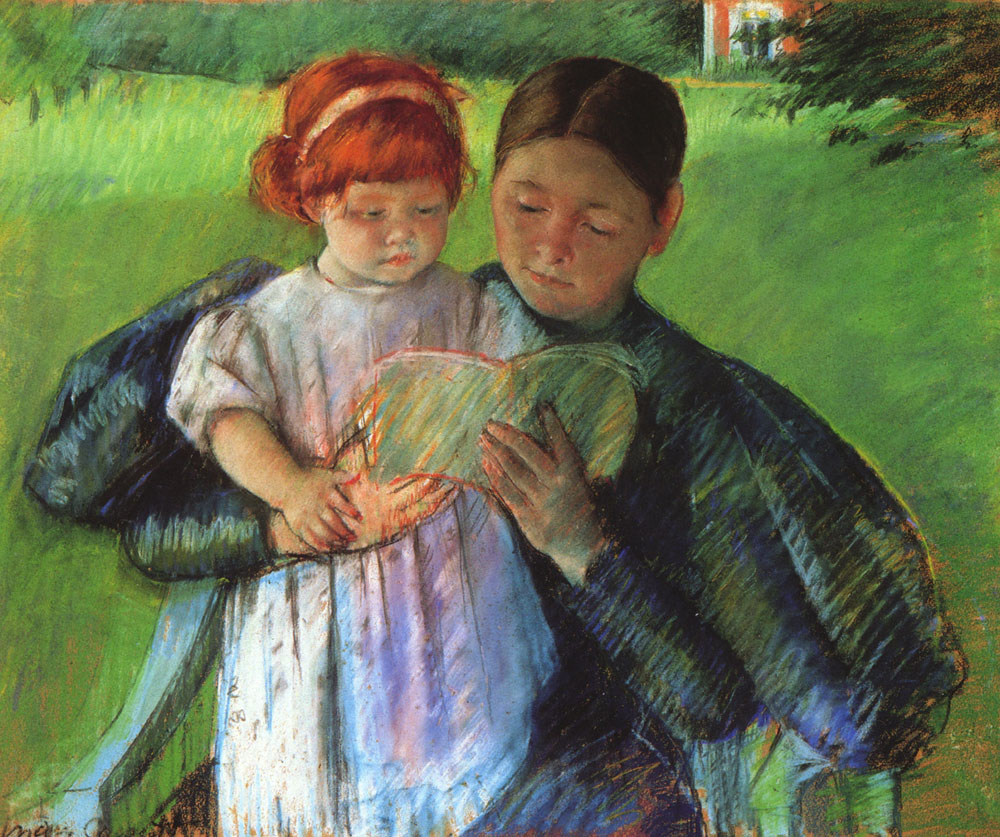
Kinderjuffrouw leest voor, schilderij van Mary Cassatt uit 1895

Een kinderjuffrouw of kindermeisje is een vrouwelijk persoon die in dienst is om voor kinderen te zorgen. Een kinderjuffrouw heeft vaak niet alleen een verzorgende maar ook een opvoedende taak. Ze is vaak inwonend.
Deze functie is beperkt tot kinderen van een bepaalde leeftijd; op een gegeven ogenblik zijn kinderen te oud voor een kinderjuffrouw en gaan naar (kost)school of worden begeleid door een gouvernante.
Hoewel kinderjuffrouwen ongetwijfeld grote invloed gehad hebben op de wereldgeschiedenis zijn er geen beroemde kinderjuffrouwen, buiten fictieve zoals Mary Poppins of Fran Fine (in de sitcom The Nanny). Als het beroep in heel ruime zin opgevat zou worden zou ook Mrs. Doubtfire misschien als zodanig mogen gelden, maar strikt genomen niet. Een hedendaags en goedkoper equivalent voor de kinderjuffrouw is de au pair.

## Baboe
Een baboe was in het koloniale Nederlands-Indië/Indonesië een inlands/Indonesische vrouwelijke kinderoppas of een bediende in dienst voor Europeanen en Indo-Europeanen. Ze heeft meestal dezelfde taken als een kinderjuffrouw. Voor de overtocht tussen Nederlands-Indië en Nederland werd soms ook een baboe gehuurd om tijdens de vaart op de kinderen te passen. Zo'n baboe werd een zeebaboe genoemd.

## Pejoratief gebruik
Binnen de Indonesisch-Nederlandse wordt het woord baboe gebruikt in de vertaling voor het woord slaaf en heeft derhalve een pejoratieve intonatie. Ook vanuit de literaire kant blijkt er een pejoratieve geschiedenis te zijn.

## Afbeeldingen

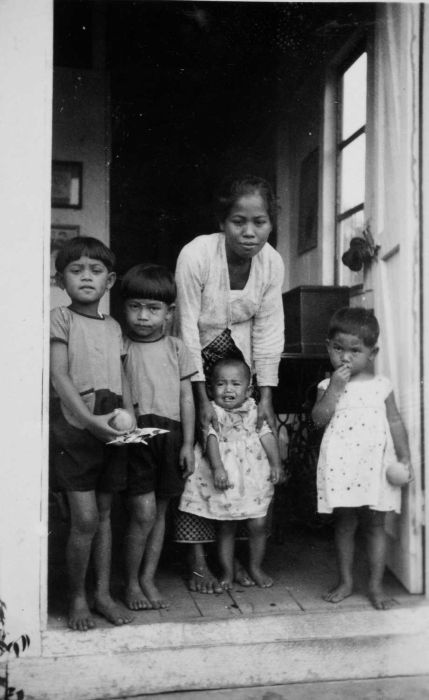
Baboe met kinderen in de deuropening van een Europees huis in Aek na Oeli (Uli) bij het Tobameer in Noord-Sumatra (1934)
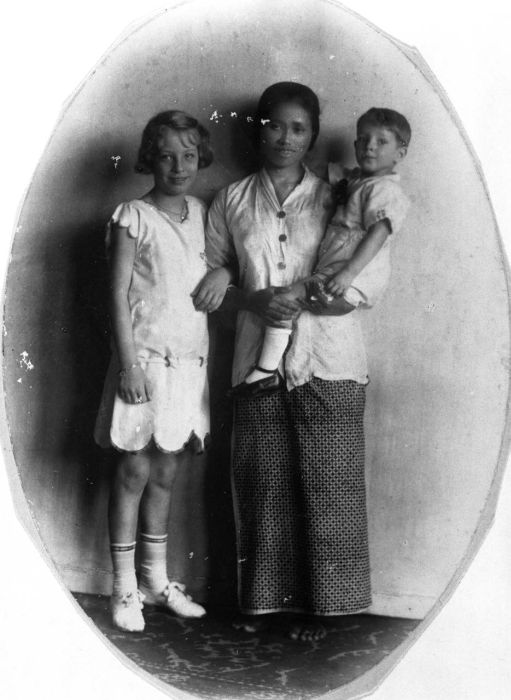
Baboe met kinderen op een studioportret (rond 1930)
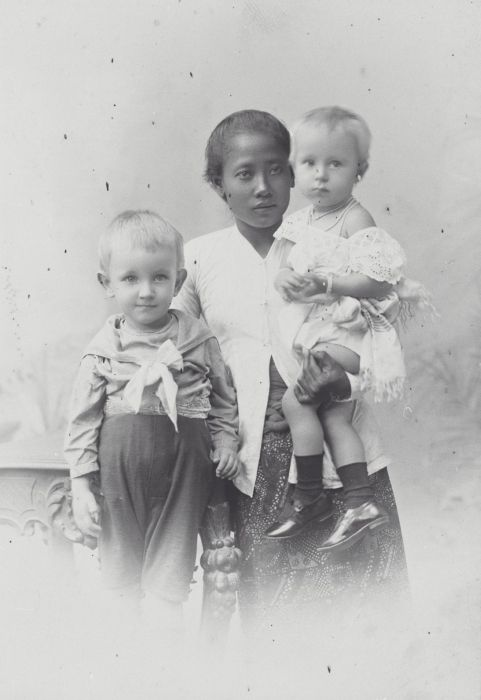
Baboe met twee kinderen (rond 1920)